# Пестременко Андрій
Андрій Пестременко (словац. Andrej Pestremenko; нар. 14 червня 1936, Левіце) — педагог, науковий співробітник і перекладач зі словацької та української мов.

## Біографія
Народився 14 червня 1936 року в Левіцах у сім'ї лікаря Олександра Пестременка (1901—1981), родом з Дніпропетровська, і Марії Кубішової, яка працювала вчителькою російської і словацької мов. Початкову освіту здобув у Брезні, згодом навчався в Брезнянській гімназії та в 11-річній середній школі, яку закінчив у 1954 році. Після здобуття середньої освіти поступив на медичний факультет Університету ім. Я. А. Коменського у Братиславі, де провчився перш, ніж у 1958 його вигнали як ненадійного студента, оскільки своєю поведінкою він не довів, що може стати лікарем соціалістичного типу, яких потребувало тогочасне суспільство. Згодом йому вдалося вступити на філософський факультет Університету ім. П. Й. Шафарика в Пряшеві, де він навчався протягом 1963—1968 років і здобув вищу філологічну освіту з української та словацької мов. Вже під час навчання займався науковою роботою в галузі літератури, після закінчення університету деякий час працював науковим співробітником в Дослідному кабінеті україністики. В 1973 році закінчив післядипломне навчання в Карловому університеті на філософському факультеті в Празі, де здобув звання доктора філософії. Після цього почав займатися перекладацькою роботою в галузі художньої літератури, якій присвятив усе життя, ставши чи не єдиним професійним перекладачем у Чехословаччині.[джерело?]

## Творчість
Його найінтенсивніша перекладацька діяльність припала на 1980-ті роки, коли словацькі видавництва стали виявляти підвищений інтерес до української літератури. Посередником у цьому відношенні до них став Андрій Пестременко, який ініціативно пропонував їм твори українських письменників. Протягом 14 років (1974—1988) він видав 10 самостійних книжкових перекладів та один колективний. Це спогади М. Сабадоша, романи П. Мирного, І. Білика, П. Загребельного, В. Малика, О. Довженка, Ю. Щербака, В. Дрозда, Ю. Мушкетика та Н. Околітенко, оповідання 20 авторів, що ввійшли в антологію українських оповідань «Strom života», та гуморески і усмішки Остапа Вишні. Щодо обсягу, його перекладацький доробок нараховує понад 3000 друкованих сторінок, які доводилося особисто переписувати на друкарській машинці, не кажучи вже про правку коректур. Все це вимагало від Андрія Пестременка як перекладача не тільки багато часу, але й сил, що зрештою призвело до значного погіршення його стану здоров'я та повної інвалідності, внаслідок якої він був змушений жити в пансіонаті перестарілих під постійним наглядом обслуговчого персоналу.[джерело?]